# もみじ台
もみじ台（もみじだい）は、北海道札幌市厚別区にある地名。同市の南東端に位置する住宅団地である。

## 地理
広さは241ヘクタールで、札幌市内の住宅団地としては最大級である。地域はさらに東西南北の4つに区分される。
もみじ台はおおむね南北を長辺とする長方形状をしている。東端にはもみじ台通が走り、小野津幌川と札幌テクノパークを挟んで江別市と接する。西端には野津幌川が流れ、青葉町と接する。南端は厚別青葉通で、北広島市と接する。北端には南郷通が走り、厚別東と接する。
団地を構成するのは市営住宅や一戸建て住宅であり、特に一戸建て地区には用途規制が設けられている。そのため事務所や商店などは、地域中央のショッピングセンターなど5か所の商業地区に集中しており、その他の場所にはほとんど見られない。

## 歴史
もみじ台一帯は、かつて白石区厚別町下野幌の一角だった。1968年（昭和43年）から団地造成が始まり、1971年（昭和46年）から土地と住宅が分譲された。先行する団地であるひばりが丘が「春」、青葉町が「夏」をイメージさせる名称であったため、その流れに沿って「秋」にふさわしいもみじ台という名が付けられたのも、同1971年の5月1日であった。
1972年（昭和47年）12月18日には、地域最初の小学校である札幌市立もみじ台小学校が開校。以後、児童数の増加に伴い小学校は4校まで建てられる。
1982年（昭和57年）には約28600人を数えた人口は、その後減少に転じ、2016年（平成28年）には約15800人までになった。しかしその内訳を見ると、65歳以上の高齢者人口はむしろ増えており、対して児童数の減少が著しい。2010年（平成22年）には小学校のうち2校が閉校となっている。2020年1月現在、高齢化率は48%であり札幌市内で最も高い。
若い世代がもみじ台への居住を避ける理由のひとつは、地域に飲食店などがないことにあると見た住民たちは、2017年（平成29年）から建築規制の緩和を市に要請。これを受けて2019年（令和元年）7月に条例が改正され、飲食店などの開業が可能となった。

## 住所
| 町丁                   | 郵便番号 |
| ---------------------- | -------- |
| もみじ台東1丁目〜7丁目 | 004-0011 |
| もみじ台南1丁目〜7丁目 | 004-0012 |
| もみじ台西1丁目〜7丁目 | 004-0013 |
| もみじ台北1丁目〜7丁目 | 004-0014 |

## 交通
もみじ台を走行する路線バスはすべて新札幌バスターミナル（JR新札幌駅、地下鉄新さっぽろ駅）と結ばれ、時間帯によっては札幌駅などへの便もある。路線については、ジェイ・アール北海道バスは空知線「もみじ台団地・虹ヶ丘・テクノパーク方面」、北海道中央バスは白石営業所「もみじ台・森林公園方面」を参照。
もみじ台南6丁目には1983年（昭和58年）8月21日に「もみじ台バスターミナル」（「もみじ台団地」バス停）が設置され、2018年（平成30年）12月現在平日1日あたり206便の発着がある。

## 主な施設

### 施設
- もみじ台管理センター

### 地区センター
- もみじ台地区センター

### 商業
- もみじ台ショッピングセンター
  - ホクノースーパー中央店
- ホクノースーパーもみじ台南店

### 公園
- 熊の沢公園

### 警察
- 北海道札幌方面厚別警察署もみじ台交番

### 消防
- 札幌市厚別消防署もみじ台出張所

### 郵便
- 札幌もみじ台北郵便局
- 札幌もみじ台西郵便局
- 札幌もみじ台南郵便局

### 教育
- 札幌市立もみじ台中学校
- 札幌市立もみじの丘小学校
- 札幌市立もみじの森小学校
- 星槎札幌もみじキャンパス
  - 星槎国際高等学校 本部校
  - 星槎もみじ中学校
  - 星槎大学札幌サテライト
- 光生舎ゆいまーる・もみじ台

#### かつて存在した教育施設
- 札幌市立もみじ台小学校
- 札幌市立みずほ小学校
- 札幌市立もみじ台南小学校
- 札幌市立もみじ台西小学校

### その他
- NTT東日本もみじ台電話交換所

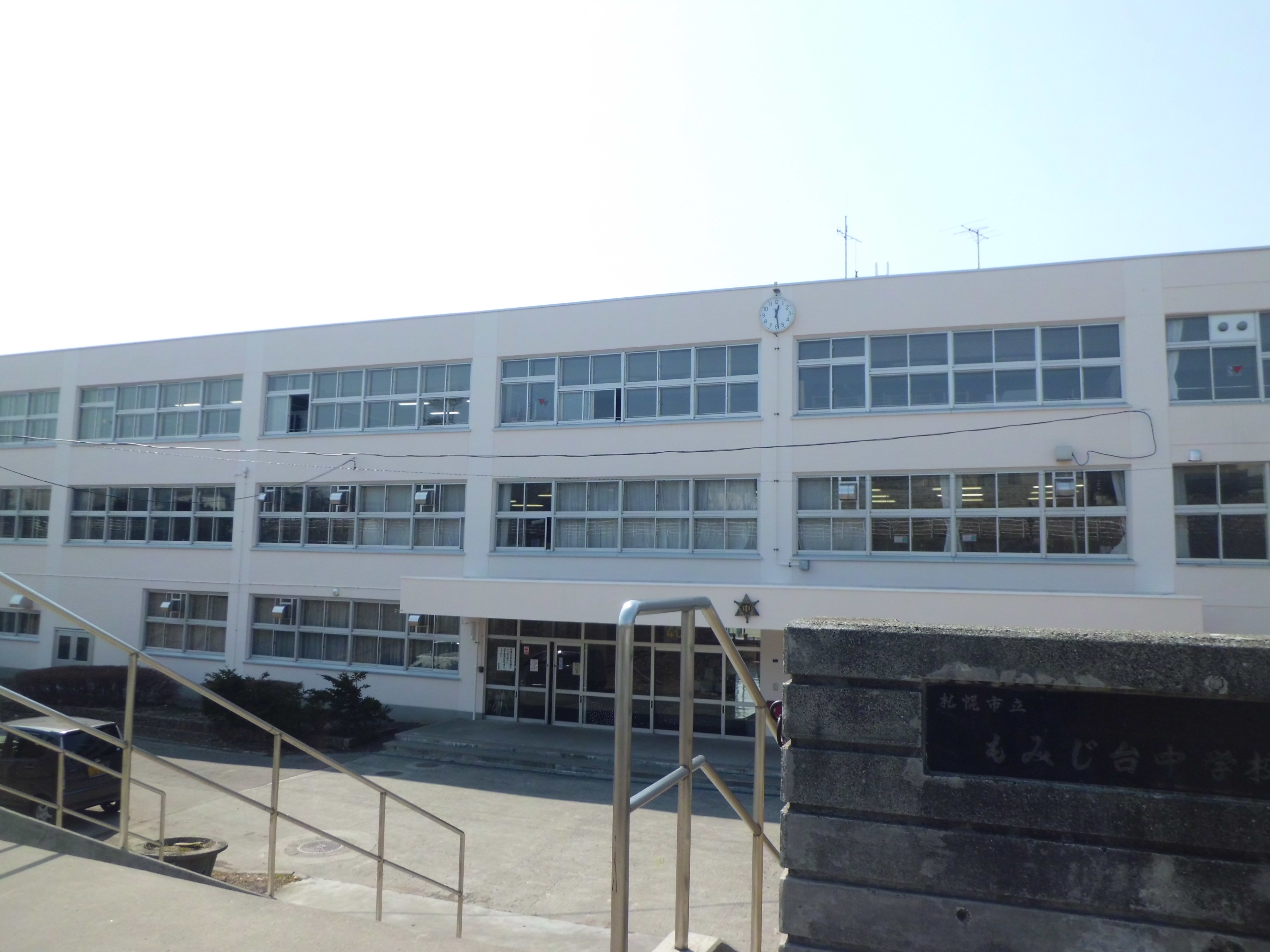
もみじ台中学校
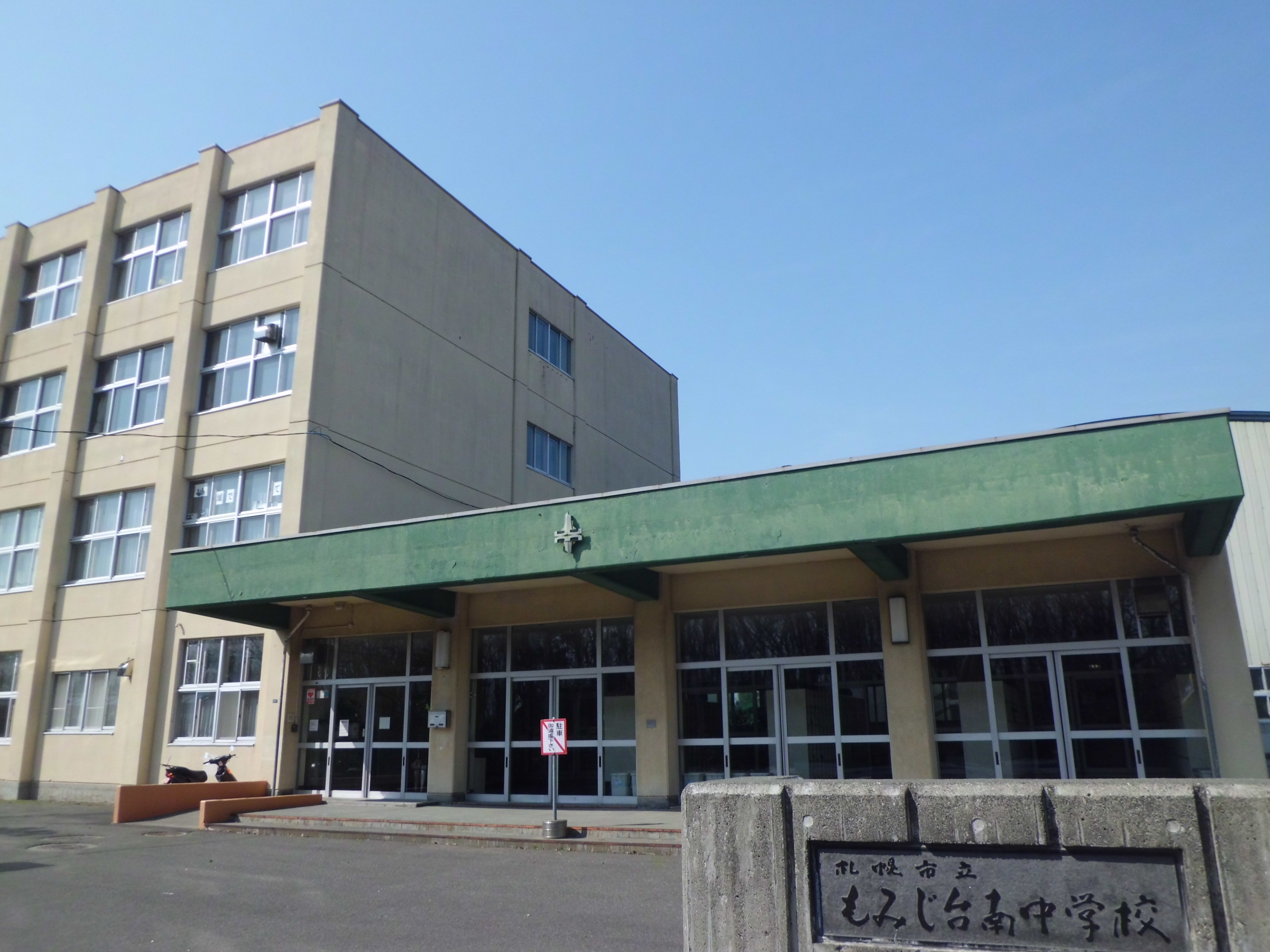
もみじ台南中学校
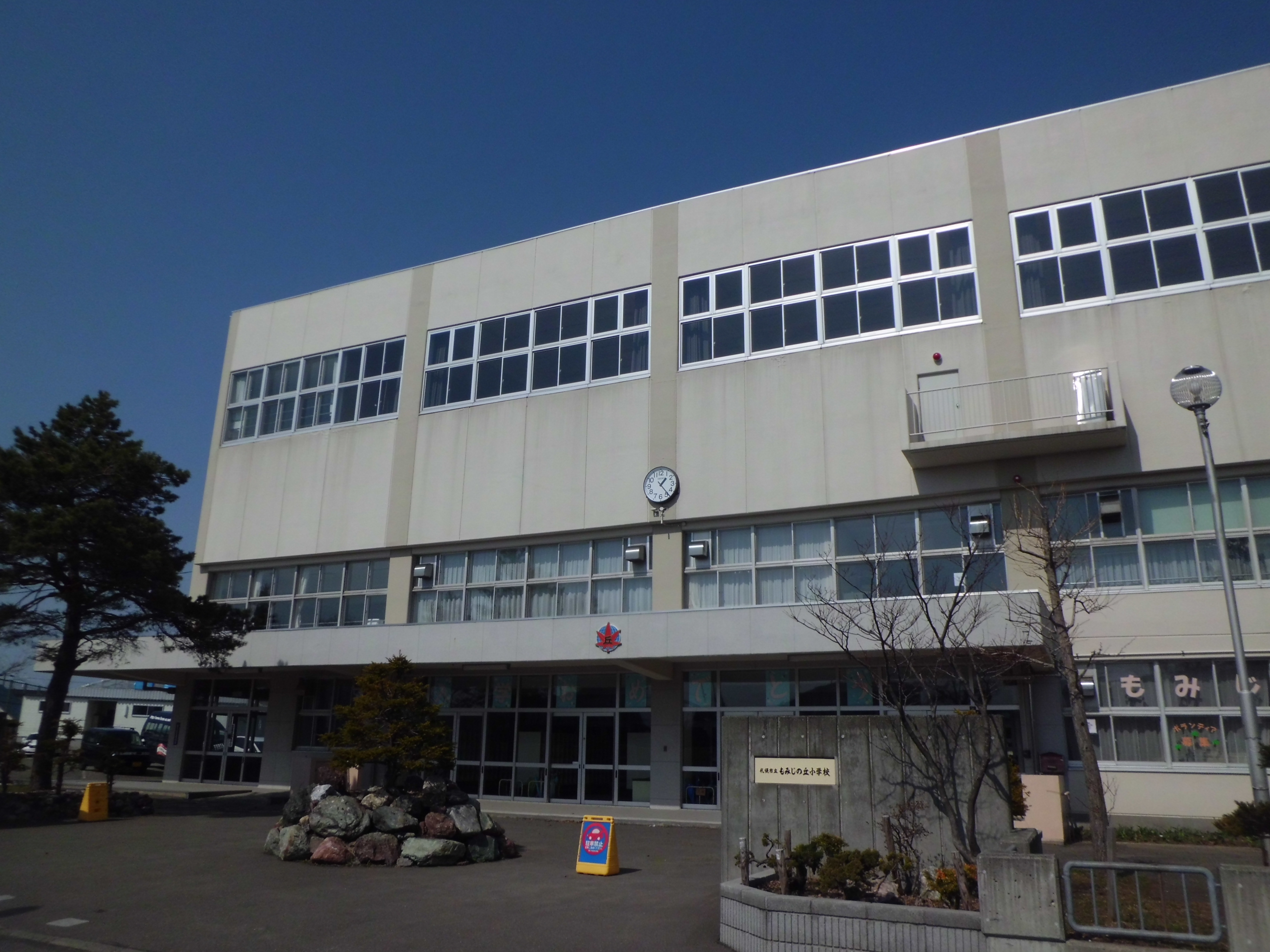
もみじの丘小学校
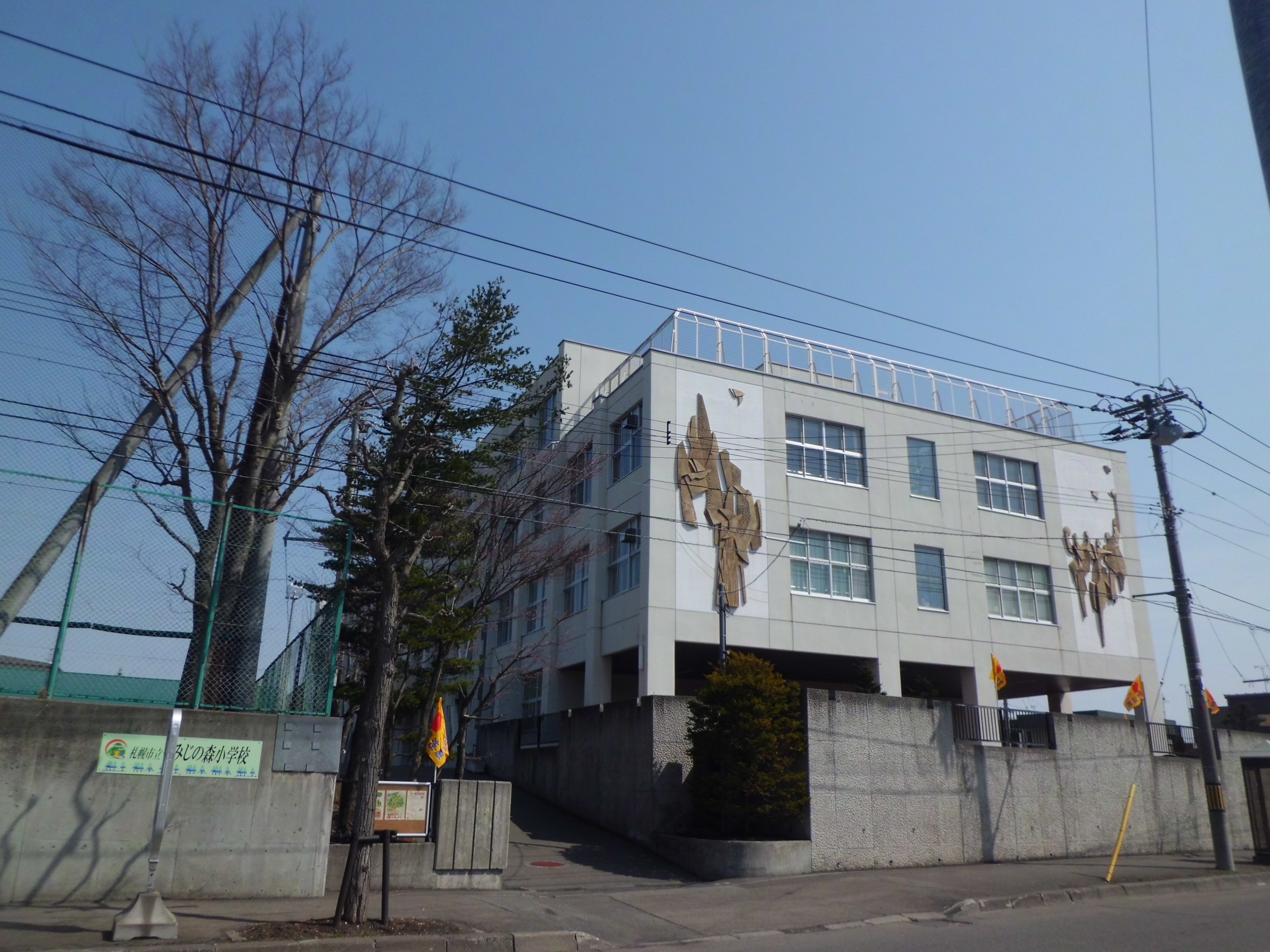
もみじの森小学校
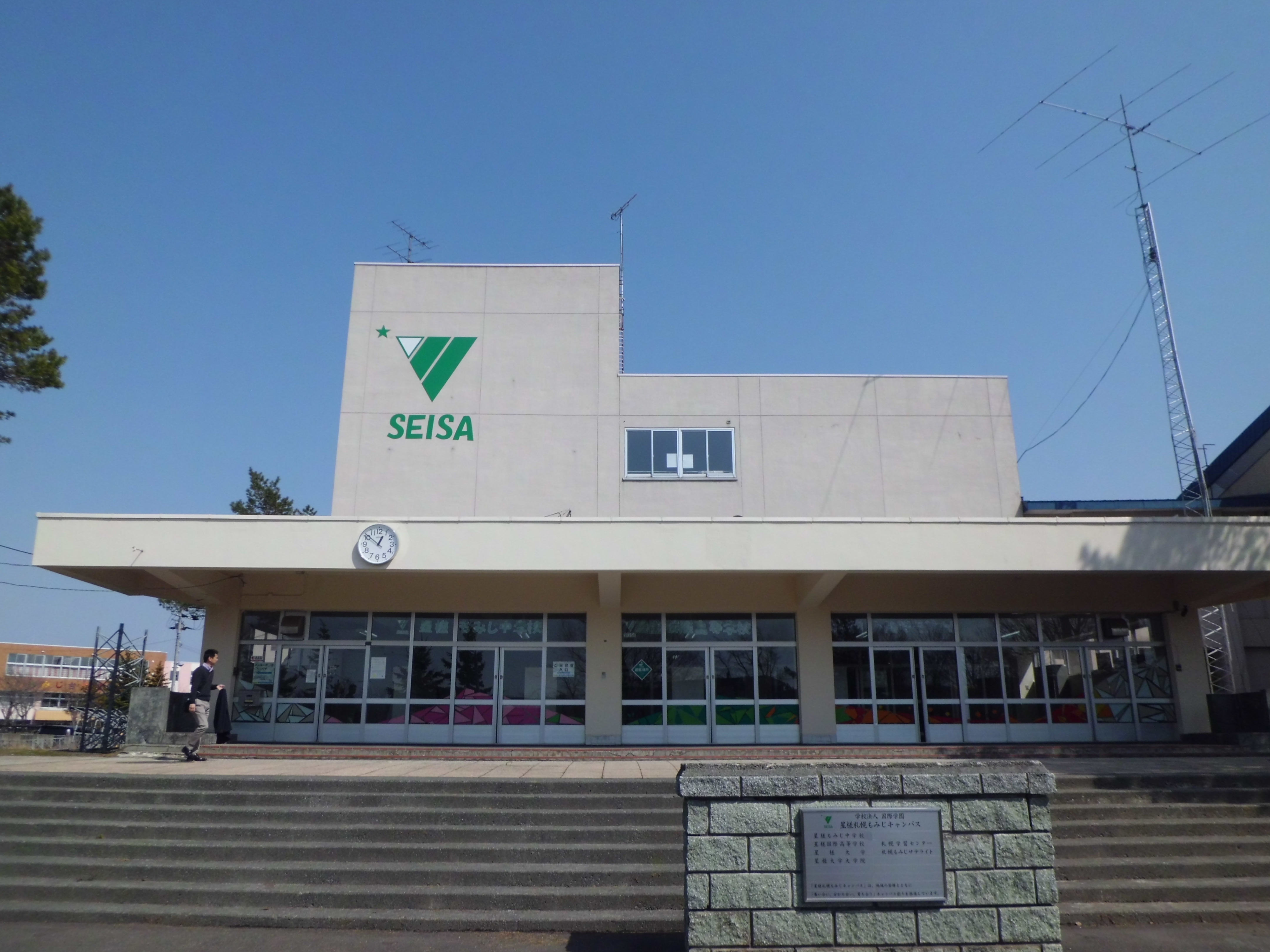
星槎札幌もみじキャンパス
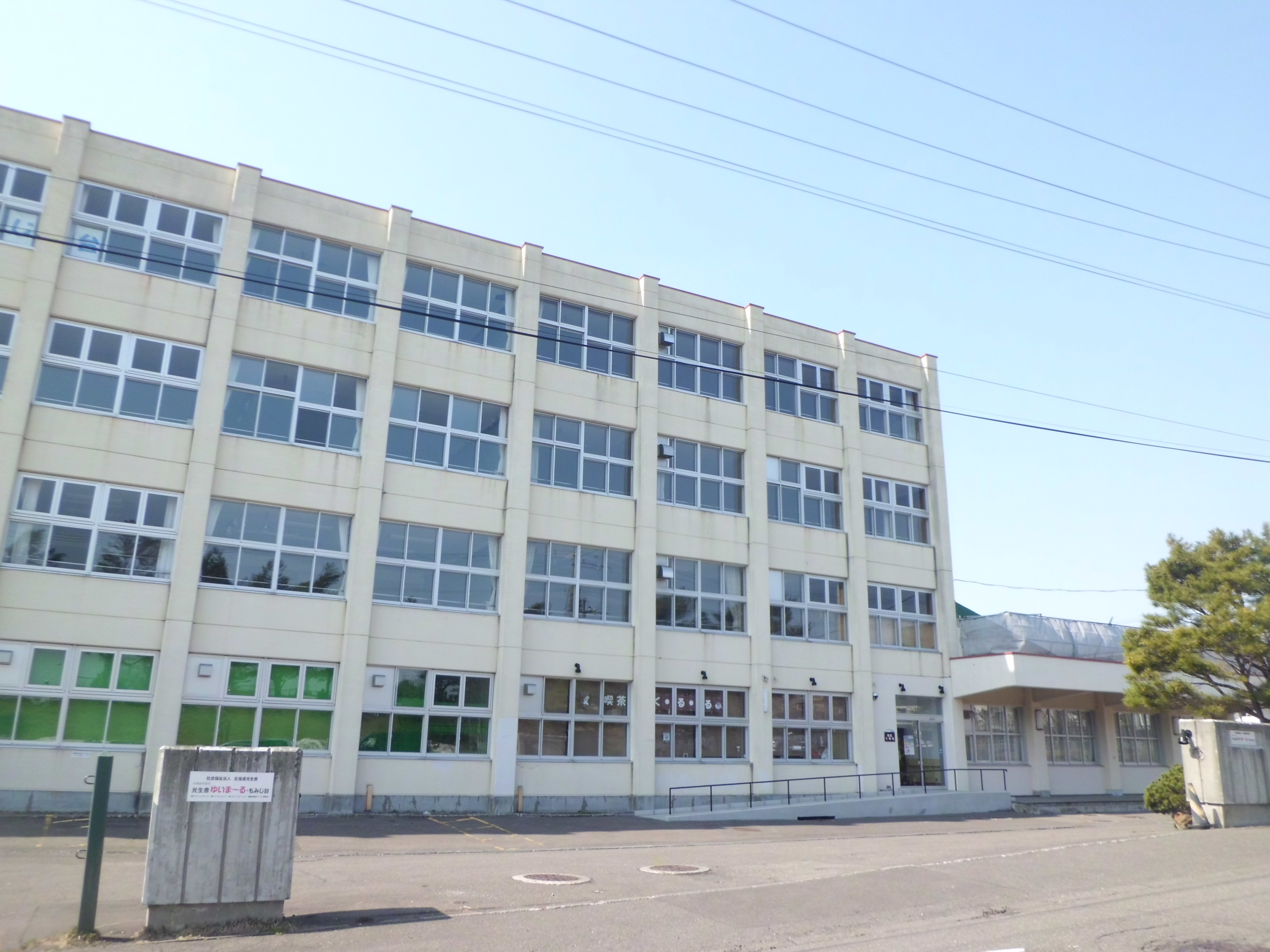
ゆいまーる・もみじ台
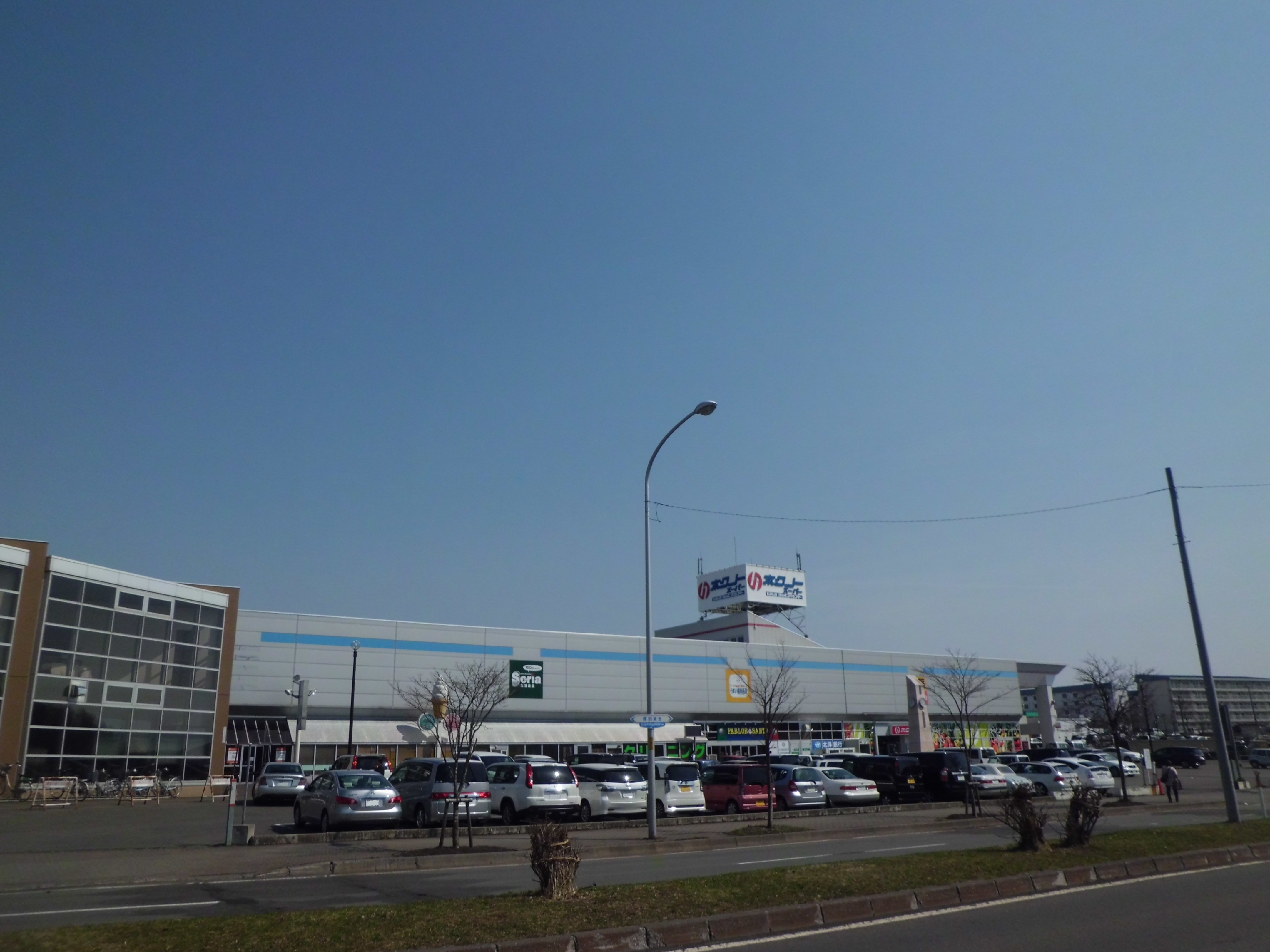
もみじ台ショッピングセンター